# Continuum (televíziós sorozat)
A Continuum egy 2012-ben bemutatott kanadai sci-fi televíziós sorozat, melyet a Reunion Pictures Inc. készített. Premierje 2012. május 27-én volt a kanadai Showcase csatornán. Az első évad 10 epizódból áll, 2012. augusztus 25-én a csatorna megrendelte a sorozat második évadát újabb 13 epizóddal. Magyarországon a PRO4 csatorna vetíti a sorozatot.

## Cselekmény
2077-ből 2012-be szökik kivégzéséről egy csapat lázadó, velük együtt az időutazás részese lesz Kiera Cameron (Rachel Nichols), a CPS egyik tisztje, egy Protector. Hogy a nyomukban maradhasson, és hogy megakadályozza, hogy a lázadók megváltoztassák a jövőt, Kiera csatlakozik a vancouveri rendőrséghez, Carlos Fonnegra (Victor Webster) nyomozóval dolgozik együtt. Fejébe épített folyékony chipje segítségével már 2012-ben kommunikálni képes a chipet később kifejlesztő Alec Sadlerrel (Erik Knudsen).
2077-ben a világon a kormányok helyett a vállalatok irányítják a bolygót. A fejlődés olyan technikai szintre jutott, ahol az egyéni szabadság szinte megszűnt, mindenkinek minden tette, lépése követhető. A magukat Felszabadítóknak nevező csapat 2077-ben mintegy „járulékos veszteségként” több tízezer embert gyilkolt meg, csak hogy végezhessen a legfőbb irányító személyekkel, így harcolva a vállalatok uralma ellen.
Alec, aki 2012-ben Kiera segítője, 2077-ben annak a Sadtech vállalatnak a feje, amely kifejlesztette az időutazásra alkalmas technikát, amely visszajuttatta a Felszabadítókat és Kierát az időben. A fiatal Alec szerint két lehetőség van. Az egyik, hogy ez az időutazás egy időhurok és a 2077-ben élő idősebb Alec már találkozott fiatal korában Kierával, emlékszik mindenre, amit együtt véghezvittek, és ez ösztönözte a folyékony chip technológia kifejlesztésére a jövőben. Ez esetben semmi nem változtatható meg és bármi történjék is 2012-ben, 2077-re mindenképp a vállalatok fognak irányítani. A másik lehetőség, hogy a lázadók és Kiera időutazása létrehozott egy alternatív idővonalat, és beavatkozásuknak köszönhetően a jövő nem olyan lesz, mint amelyből jöttek. Az első verzió mellett szól az, hogy 2077-ben az idős Alex Sadler egyáltalán nem volt meglepve a lázadók szökésekor. Az első évad tizedik részében több más esemény is ezt támasztja alá, Sadler pontosan tudta, hogy mi fog történni 2077-ben és szándékosan küldte vissza a Felszabadítókat és Kierát az időben, oka az első évad után még ismeretlen.

## Szereplők

### Főszereplők

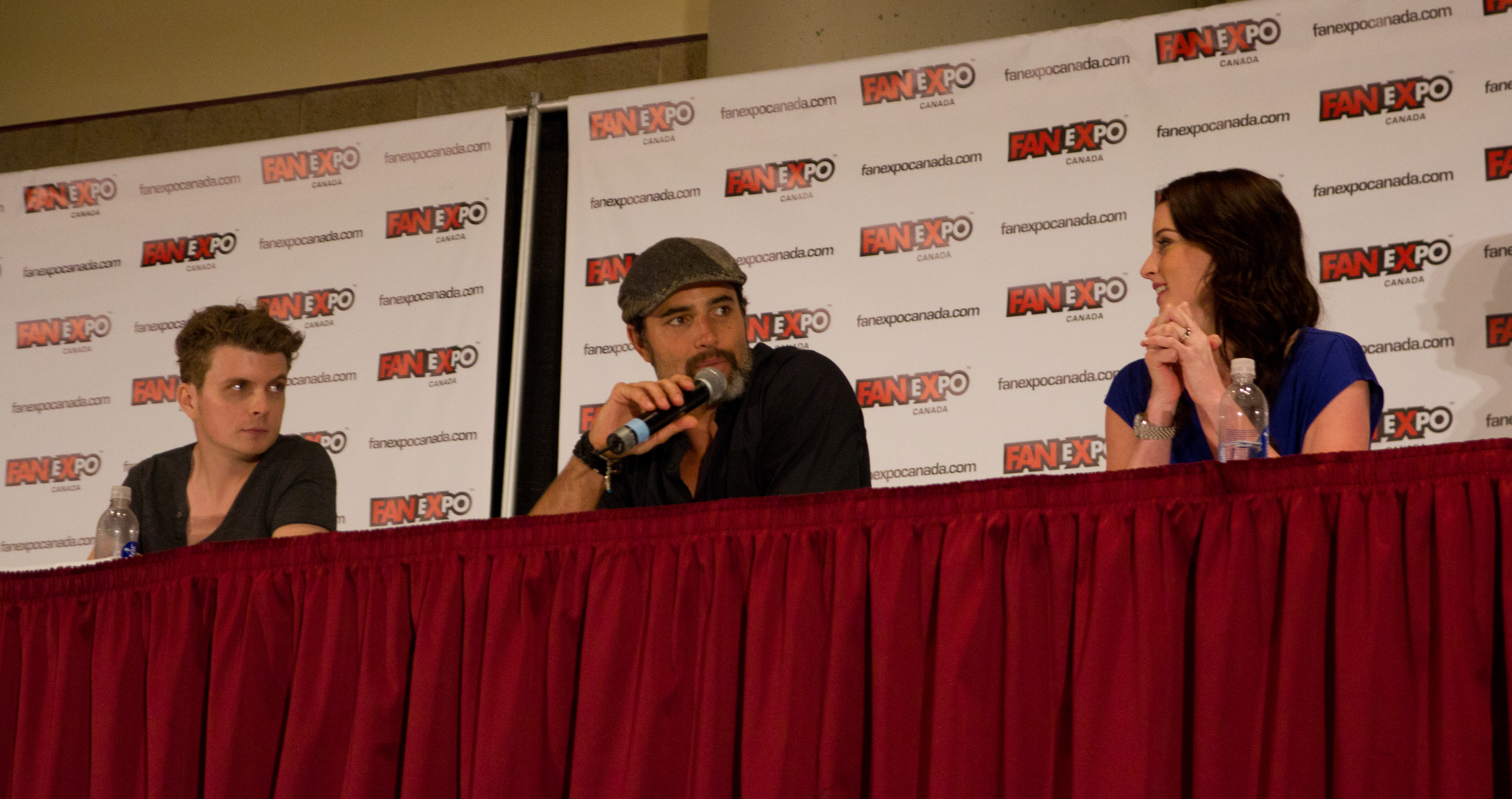
A főszereplők a Fan Expo Canada rendezvényen (balról: Erik Knudsen, Victor Webster, Rachel Nichols

- Rachel Nichols - Kiera Cameron, CPS Protector 2077-ből
- Victor Webster - Carlos Fonnegra, vancouveri nyomozó 2012-ben
- Erik Knudsen - Alec Sadler 2012-ben
- Stephen Lobo - Matthew Kellog, a Felszabadítók korábbi tagja
- Roger Cross - Travis Verta, a Felszabadítók tagja
- Lexa Doig - Sonya Valentine, a Felszabadítók tagja
- Tony Amendola - Edouard Kagame, a Felszabadítók vezetője
- Omari Newton - Lucas Ingram, a Felszabadítók tagja
- Luvia Petersen - Jasmine Garza, a Felszabadítók tagja
- Jennifer Spence - Betty Robertson, vancouveri nyomozó
- Brian Markinson - Dillon, vancouveri felügyelő

### Visszatérő szereplők
- John Reardon - Greg Cameron, Kiera férje
- Sean Michael Kyer - Sam Cameron, Kiera fia
- Zahf Paroo- Oscar, Cameron családi barátja
- Caitlin Cromwell - Elena, CPS Protector
- Terry Chen - Curtis Chen, a Felszabadítók tagja
- Mike Dopud - Stefan Jaworski, a Felszabadítók tagja
- William B. Davis - Alec Sadler 2077-ben
- Janet Kidder - Ann Sadler, Alec anyja
- Michael Rogers - Roland Randol, Alec mostohaapja
- Richard Harmon - Julian Randol, Alec mostohatestvére
- Olivia Ryan-Stern - Maddie, Kellog nagymamjára
- Adam Greydon Reid - Clayton, halottkém
- Katie Findlay - Lily, Kiera nagymamája
- Beatrice Sallis - Kagame anyja
- Jonathan Lloyd Walker - Martin Bradley

## Szinkronhangok
| Karakter | Színész         | Szinkronhang      |
| -------- | --------------- | ----------------- |
| Alec     | Erik Knudsen    | Joó Gábor         |
| Kiera    | Rachel Nichols  | Ullmann Mónika    |
| Carlos   | Victor Webster  | Fekete Ernő       |
| Travis   | Roger Cross     | Maday Gábor       |
| Dillon   | Brian Markinson | Czvetkó Sándor    |
| Kellog   | Stephen Lobo    | Karácsonyi Zoltán |
| Jasmine  | Luvia Petersen  | Mohácsi Nóra      |

### Első évad (2012)
| Sor. | Év. | Cím                                      | Rendező          | Író                                  | Premier                              | Nézettség |
| ---- | --- | ---------------------------------------- | ---------------- | ------------------------------------ | ------------------------------------ | --------- |
| 1.   | 1.  | Az időugrás (A Stitch In Time)           | Jon Cassar       | Simon Barry                          | 2012. május 27. 2014. szeptember 24. | 900,000   |
| 2.   | 2.  | Rohanó idő (Fast Times)                  | Jon Cassar       | Jeff King                            | 2012. június 3. 2014. október 1.     | 670,000   |
| 3.   | 3.  | Elvesztegetett idő (Wasting Time)        | David Frazee     | Simon Barry                          | 2012. június 10. 2014. október 8.    | 531,000   |
| 4.   | 4.  | Idő kérdése (A Matter of Time)           | Michael Rohl     | Sam Egan                             | 2012. június 17. 2014. október 15.   | 389,000   |
| 5.   | 5.  | Az idő próbája (A Test of Time)          | Patrick Williams | Jeff King                            | 2012. június 24. 2014. október 22.   | 473,000   |
| 6.   | 6.  | Lejárt az idő (Time's Up)                | Rachel Talalay   | Jeremy Smith & Jonathan Lloyd Walker | 2012. július 8. 2014. október 29.    | 404,000   |
| 7.   | 7.  | Az idő politikája (The Politics of Time) | Patrick Williams | Sara B. Cooper                       | 2012. július 15. 2014. november 12.  |           |
| 8.   | 8.  | Játékidő (Playtime)                      | Paul Shapiro     | Andrea Stevens                       | 2012. július 22. 2014. november 19.  |           |
| 9.   | 9.  | Családi idő (Family Time)                | William Waring   | Floyd Kane                           | 2012. július 29. 2014. november 26.  |           |
| 10.  | 10. | Az idő végezete (Endtimes)               | Patrick Williams | Simon Barry                          | 2012. augusztus 5. 2014. december 3. |           |

### Második évad (2013)
| Sor. | Év. | Cím                                   | Rendező        | Író                                     | Premier                              | Nézettség |
| ---- | --- | ------------------------------------- | -------------- | --------------------------------------- | ------------------------------------ | --------- |
| 11.  | 1.  | Második esély (Second Chances)        | Pat Williams   | Simon Barry                             | 2013. április 21. 2014. december 10. | 375,000   |
| 12.  | 2.  | Másodperc töredék (Split Second)      | Pat Williams   | Simon Barry                             | 2013. április 28. 2014. december 17. |           |
| 13.  | 3.  | Másodvélemény (Second Thoughts)       | William Waring | Sam Egan                                | 2013. május 5. 2015. január 7.       |           |
| 14.  | 4.  | Második bőr (Second Skin)             | William Waring | Shelley Eriksen                         | 2013. május 12. 2015. január 14.     |           |
| 15.  | 5.  | Terápiás másodpercek (Second Opinion) | Pat Williams   | Jeff King                               | 2013. május 26. 2015. január 21.     |           |
| 16.  | 6.  | Másodlagos igazságok (Second Truths)  | Pat Williams   | Jonathan Lloyd Walker                   | 2013. június 2. 2015. január 28.     |           |
| 17.  | 7.  | Másodfokon (Second Degree)            | David J Frazee | Jeremy Smith                            | 2013. június 9. 2015. február 4.     |           |
| 18.  | 8.  | Második élet (Second Listen)          | David J Frazee | Shelley Eriksen                         | 2013. június 16. 2015. február 11.   |           |
| 19.  | 9.  | Másodpercek (Seconds)                 | Michael Rohl   | Raul Sanchez Inglis                     | 2013. július 7. 2015. február 18.    |           |
| 20.  | 10. | Második hullám (Second Wave)          | Michael Rohl   | Matt Venables                           | 2013. július 14. 2015. február 25.   |           |
| 21.  | 11. | Másodhegedűsök (Second Guessed)       | Simon Barry    | Sam Egan                                | 2013. július 21. 2015. március 4.    |           |
| 22.  | 12. | Másodikként a sorban (Second Last)    | Amanda Tapping | Shelley Eriksen & Jonathan Lloyd Walker | 2013. július 28. 2015. március 11.   |           |
| 23.  | 13. | Másodszorra (Second Time)             | Pat Williams   | Simon Barry                             | 2013. augusztus 4. 2015. március 18. |           |

### Harmadik évad (2014)
| Sor. | Év. | Cím                                              | Rendező        | Író                          | Premier                             | Nézettség |
| ---- | --- | ------------------------------------------------ | -------------- | ---------------------------- | ----------------------------------- | --------- |
| 24.  | 1.  | Percről percre (Minute by Minute)                | Pat Williams   | Simon Barry                  | 2014. március 16. 2015. március 25. |           |
| 25.  | 2.  | Percemberke (Minute Man)                         | Pat Williams   | Simon Barry                  | 2014. március 23. 2015. április 1.  |           |
| 26.  | 3.  | Egy percre a győzelemtől (Minute To Win It)      | Pat Williams   | Shelley Eriksen              | 2014. március 30. 2015. április 8.  |           |
| 27.  | 4.  | Egy perc megváltoztathat mindent (Minute Change) | William Waring | Denis McGrath                | 2014. április 6. 2015. április 15.  |           |
| 28.  | 5.  | 30 perc múlva adásban (30 Minutes To Air)        | William Waring | Jonathan Lloyd Walker        | 2014. április 13.                   |           |
| 29.  | 6.  | Elvesztegetett perc (Wasted Minute)              | Amanda Tapping | Jeremy Smith & Matt Venables | 2014. április 27.                   |           |
| 30.  | 7.  | Pislákoló percek (Waning Minutes)                | Amanda Tapping | Sam Egan                     | 2014. május 4.                      |           |
| 31.  | 8.  | Gyorsuló percek (So Do Our Minutes Hasten)       | Pat Williams   | Jeff King                    | 2014. május 11.                     |           |
| 32.  | 9.  | Egy percnyi csönd (Minute of Silence)            | Pat Williams   | Simon Barry                  | 2014. május 25.                     |           |
| 33.  | 10. | Forradalmi percek (Revolutions Per Minute)       | David Frazee   | Denis McGrath                | 2014. június 1.                     |           |
| 34.  | 11. | Éjfél előtt 3 perccel (3 Minutes To Midnight)    | David Frazee   | Jonathan Lloyd Walker        | 2014. június 8.                     |           |
| 35.  | 12. | A haldoklás percei (The Dying Minutes)           | Simon Barry    | Shelley Eriksen              | 2014. június 15.                    |           |
| 36.  | 13. | Az utolsó perc (Last Minute)                     | William Waring | Simon Barry                  | 2014. június 22.                    |           |

### Negyedik évad (2015)
| Sor. | Év. | Cím                                | Rendező          | Író                          | Premier                             | Nézettség |
| ---- | --- | ---------------------------------- | ---------------- | ---------------------------- | ----------------------------------- | --------- |
| 37.  | 1.  | Elveszett órák (Lost Hours)        | Patrick Williams | Simon Barry                  | 2015. szeptember 4.                 |           |
| 38.  | 2.  | Zűrös óra (Rush Hour)              | Patrick Williams | Shelley Eriksen              | 2015. szeptember 11.                |           |
| 39.  | 3.  | Hatalmi óra (Power Hour)           | David Frazee     | Jeremy Smith és Todd Ireland | 2015. szeptember 18.                |           |
| 40.  | 4.  | Zéró óra (Zero Hour)               | David Frazee     | Jonathan Lloyd Walker        | 2015. szeptember 25.                |           |
| 41.  | 5.  | Elszánt órák (The Desperate Hours) | Patrick Williams | Shelley Eriksen              | 2015. október 2.                    |           |
| 42.  | 6.  | A végső óra (Final Hour)           | Patrick Williams | Simon Barry                  | 2015. október 9. 2015. december 22. |           |

## Fogadtatás
A sorozat első részét összesen 1,7 millió kanadai nézte, ami az este legmagasabb nézettségi adata volt a kanadai kereskedelmi csatornákon belül.